# Götz Frittrang

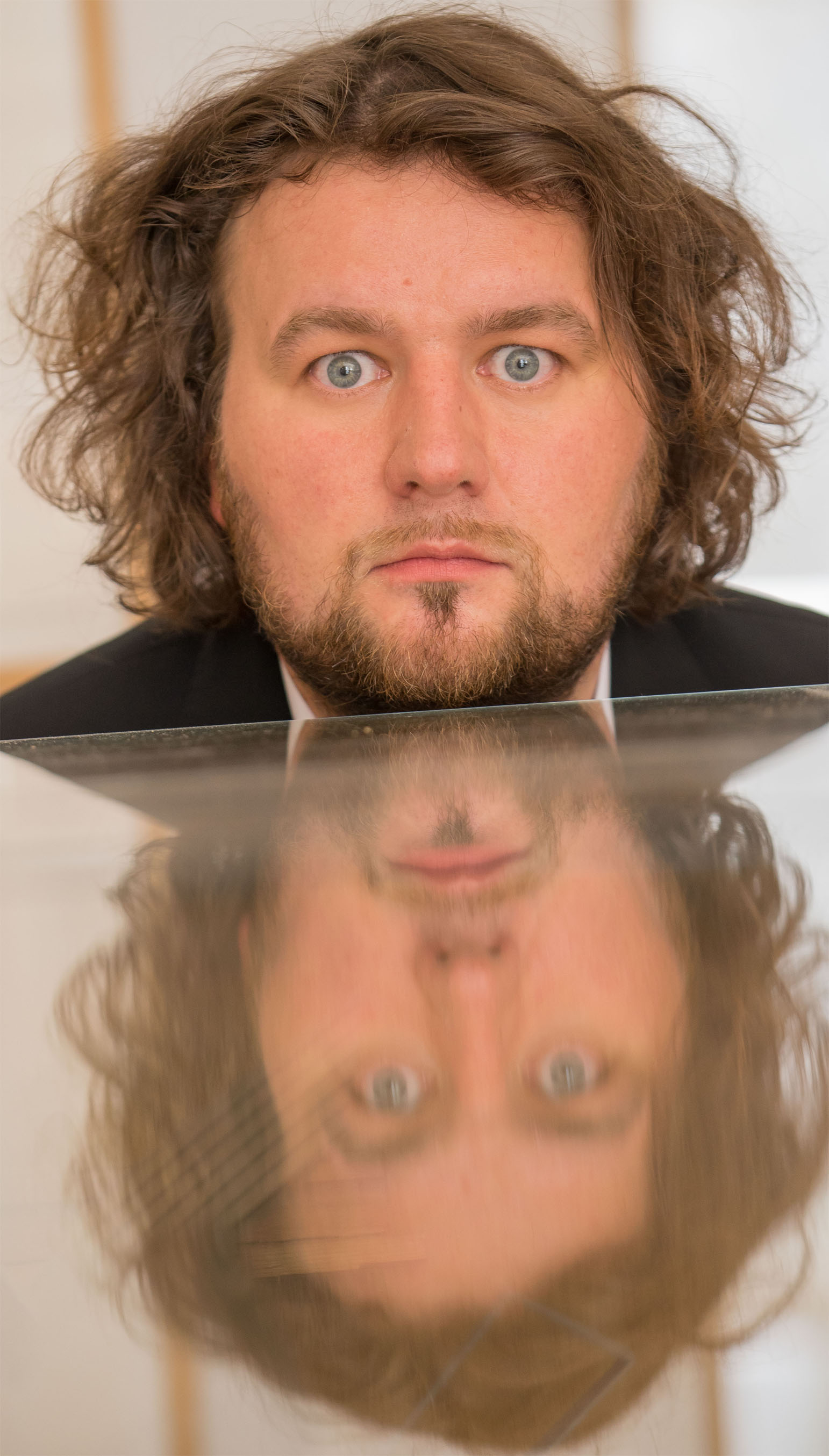
Götz Frittrang 2015

Götz Frittrang (* 5. Oktober 1977 in Friedrichshafen) ist ein deutscher Kabarettist.

## Leben
Götz Frittrang absolvierte ein Studium mit Diplom-Abschluss in Germanistik, Kommunikationswissenschaften und Anglistik in Bamberg. Dort sammelte er erste Bühnenerfahrungen als Moderator des Bamberger Poetry Slam und wechselte dann als Organisator und ständiger Teilnehmer der Bamberger Comedy Lounge in sein jetziges Tätigkeitsfeld. Auftritte hatte er unter anderem in der Lach- und Schießgesellschaft und im Theater Drehleier in München, dem Bockshorn in Würzburg, im Kabarett im Hofgarten in Aschaffenburg, als Stammgast im Quatsch Comedy Club Berlin und Hamburg, den Wühlmäusen in Berlin, NightWash in Köln und dem Orpheum in Wien. 2004 gewann Frittrang den Kabarett Kaktus des Münchner Kleinkunst-Nachwuchsfestivals, 2010 wurde er mit dem Passauer Scharfrichterbeil ausgezeichnet.

## Soloprogramme
- Wahnvorstellung – Kabarett am Rande des Nervenzusammenbruchs
- Götzseidank
- Götzendämmerung
- Götzendienst

## TV- und Live-Auftritte (Auswahl)
- 2009: WDR Fun(k)haus
- 2009: NDR Comedy Contest
- 2009: Altinger mittendrin, BR
- 2010: Ottis Schlachthof, BR
- 2010: Fun Club, RTL 2
- 2010: Das große Kleinkunstfestival, RBB
- 2011: Stuttgarter Besen, SWR
- 2011: Prix Pantheon, WDR
- 2011: Mann an Bord, WDR
- 2012: ComedyAcademyKoeln, Auftritt im Unterhaus Mainz, „Hunde und Katzen“[3]
- 2012: Zeltfestival, ZDFkultur
- 2013: Vereinsheim Schwabing, BR
- 2013: NightWash live, „Claus Hipp for President“[4]
- 2014: Comedy mit Karsten, MDR
- 2014: Comedytower, HR, „Auch Taliban sind Naschkatzen“[5]
- 2015: Vereinsheim Schwabing, BR
- 2018: Vereinsheim Schwabing, BR, „Was ist Schönheit?“[6]

## Auszeichnungen

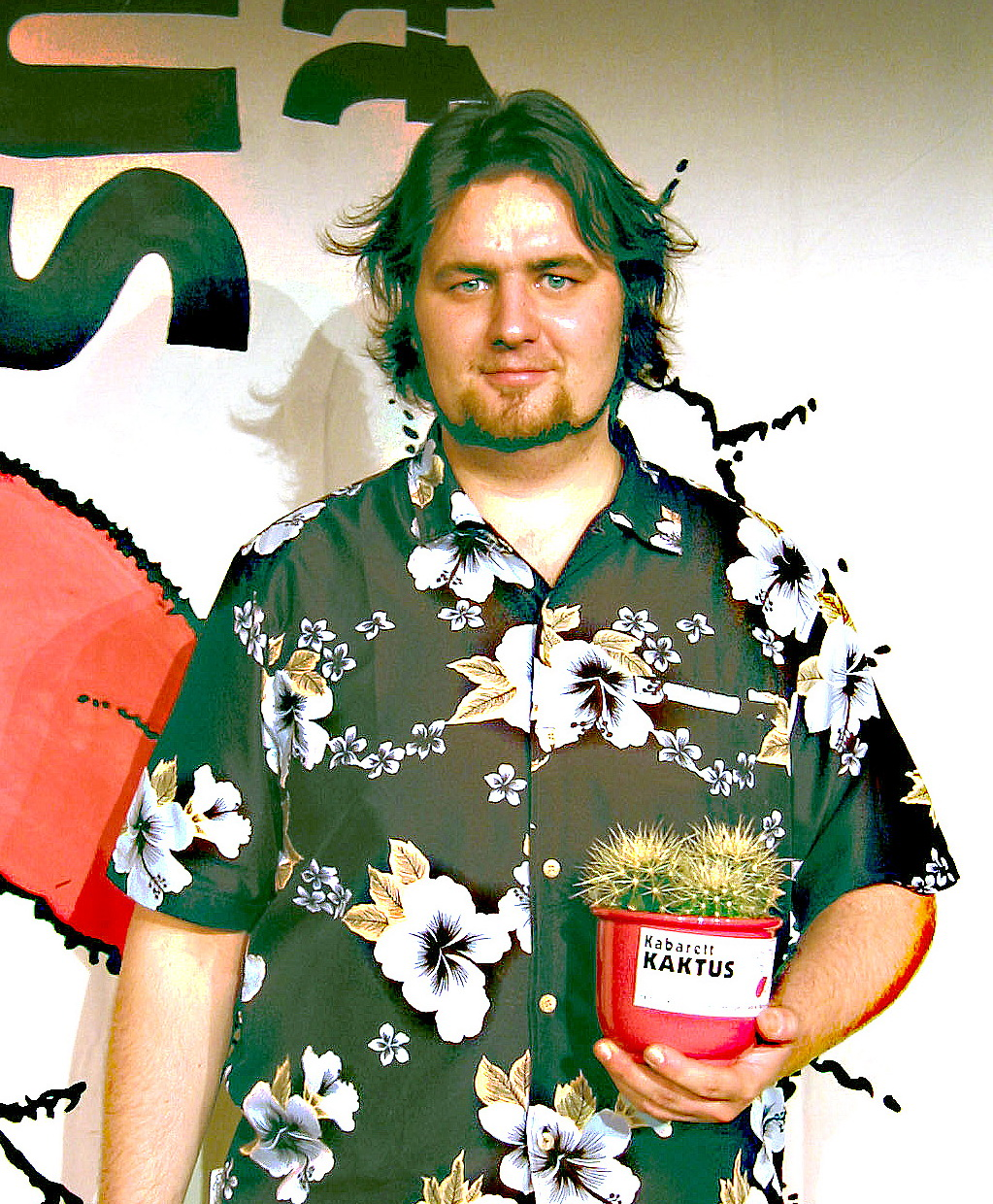
Götz Frittrang beim Kabarett Kaktus 2004

- 2003: Preisträger des FM4 Literaturwettbewerbs Wien (4. Platz)[7]
- 2004: Gewinner des „ComOly“ München
- 2004: Kabarett Kaktus
- 2005: Hallertauer Kleinkunstpreis (3. Preis)[8]
- 2005: Bielefelder Kabarettpreis (3. Preis)[9]
- 2005: Goldene Weißwurst – Kleinkunstförderpreis des StuStaCulum[10]
- 2006: Thurn und Taxis-Kabarettpreis Regensburg[11]
- 2007: Kulturförderpreis der Stadt Friedrichshafen
- 2009: Sieger des 43. Trierer Comedy-Slams[12]
- 2010: Gewinner Passauer Scharfrichterbeil
- 2015: Reinheimer Satirelöwe (Publikumspreis)[13]
- 2017: Spezial Kuckuck für politische Weitsicht[14]
- 2017: Herborner Schlumpeweck
- 2021: Deutscher Kabarettpreis, Sonderpreis[15]
- 2022: Kleinkunstpreis Baden-Württemberg[16]

## Diskografie
- 2013: Wahnvorstellung (CD), WortArt
- 2017: Götzseidank (CD)